# 事务安全FAT文件系统
A transaction-safe FAT（实现了事务安全的FAT） 文件系统用于在磁盘上提供事务安全的数据储存。TFAT需要针对TFAT卷所在储存介质的高度硬件相关的驱动。
另外，TFAT只能在使用exFAT的系统上实现，由exFAT支持的TFAT系统又称为TexFAT。